# Šljivovik (Bela Palanka)
Šljivovik (em cirílico: Шљивовик) é uma vila da Sérvia localizada no município de Bela Palanka, pertencente ao distrito de Pirot. A sua população era de 145 habitantes segundo o censo de 2011.

## Demografia
| 1948 | 1953 | 1961 | 1971 | 1981 | 1991 | 2002 | 2011 |
| ---- | ---- | ---- | ---- | ---- | ---- | ---- | ---- |
| 1122 | 1155 | 1009 | 818  | 552  | 391  | 263  | 145  |